# Kardynałowie kanadyjscy
Aktualnie zawiera spis wszystkich kardynałów z Kanady.

## Indeks
A B C Ć D E F G H I J K L Ł M N O P R S Ś T U V W Z Ż Ž

## A
- Ambrozic, Aloysius (27 stycznia 1930 – 26 sierpnia 2011) – nominowany przez Jana Pawła II 21 lutego 1998

   (wróć do indeksu)

## B

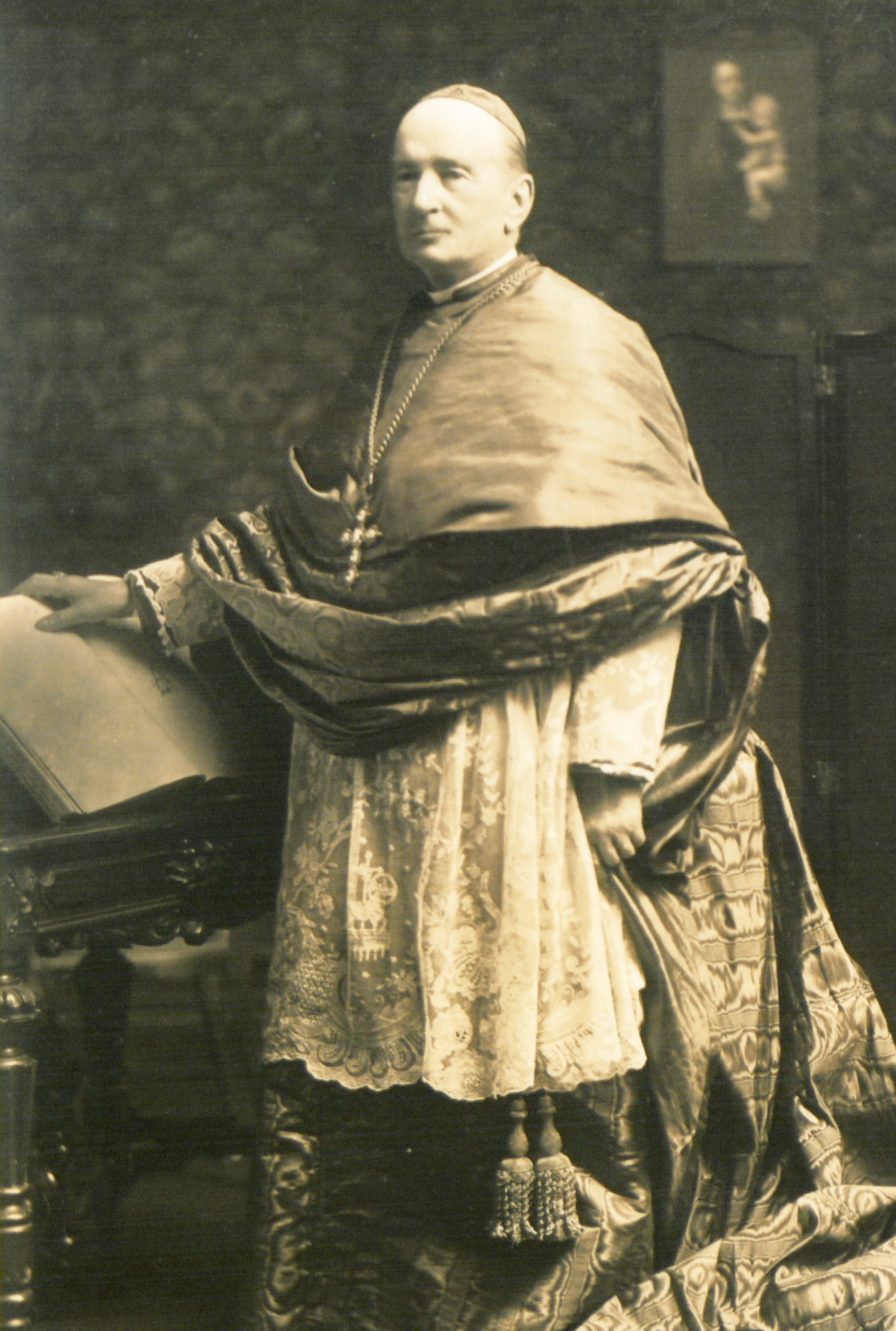
Louis-Nazaire Bégin

- Bégin, Louis-Nazaire (10 stycznia 1840 – 19 lipca 1925) – nominowany przez Piusa X 25 maja 1914

   (wróć do indeksu)

## C
- Carter, Gerald Emmett (1 marca 1912 – 6 kwietnia 2003) – nominowany przez Jana Pawła II 30 czerwca 1979
- Collins, Thomas (ur. 16 stycznia 1947) – nominowany przez Benedykta XVI 18 lutego 2012
- Czerny, Michael (ur. 18 lipca 1946) – nominowany przez Franciszka 5 października 2019

   (wróć do indeksu)

## D
(wróć do indeksu)

## E
(wróć do indeksu)

## F
- Flahiff, George (26 października 1905 – 22 sierpnia 1989) – nominowany przez Pawła VI 28 kwietnia 1969

   (wróć do indeksu)

## G
- Gagnon, Edouard (15 stycznia 1918 – 25 sierpnia 2007) – nominowany przez Jana Pawła II 25 maja 1985
- Grégoire, Paul (24 października 1911 – 30 października 1993) – nominowany przez Jana Pawła II 28 czerwca 1988

   (wróć do indeksu)

## H
(wróć do indeksu)

## I
(wróć do indeksu)

## J
(wróć do indeksu)

## K
(wróć do indeksu)

## L
- Lacroix, Gérald (ur. 27 lipca 1957) – nominowany przez Franciszka 22 lutego 2014
- Léger, Paul-Émile (26 kwietnia 1904 – 13 listopada 1991) – nominowany przez Piusa XII 12 stycznia 1953
- Leo, Frank (ur. 30 czerwca 1971) – kreowany przez Franciszka 7 grudnia 2024

   (wróć do indeksu)

## M
- McGuigan, James Charles (26 listopada 1894 – 6 kwietnia 1974) – nominowany przez Piusa XII 18 lutego 1946

   (wróć do indeksu)

## N

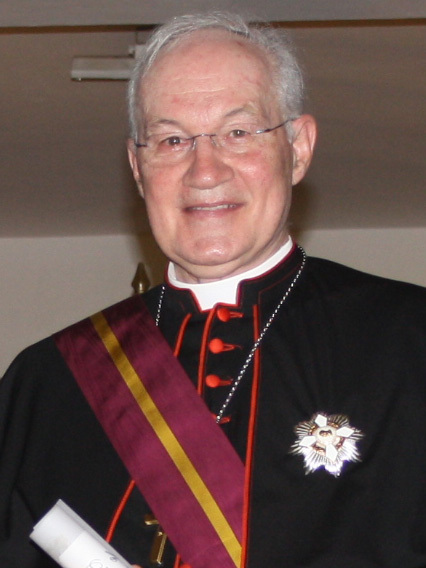
Marc Ouellet

(wróć do indeksu)

## O
- Ouellet, Marc (ur. 8 czerwca 1944) – nominowany przez Jana Pawła II 21 października 2003

   (wróć do indeksu)

## P
(wróć do indeksu)

## R
- Rouleau, Felix-Raymond-Marie (6 kwietnia 1866 – 31 maja 1931) – nominowany przez Piusa XI 19 grudnia 1927
- Roy, Maurice (25 stycznia 1905 – 24 października 1985) – nominowany przez Pawła VI 22 lutego 1965

   (wróć do indeksu)

## S
(wróć do indeksu)

## T
- Taschereau, Elzéar-Alexandre (17 lutego 1820 – 12 kwietnia 1898) – nominowany przez Leona XIII 7 czerwca 1886
- Turcotte, Jean-Claude (26 czerwca 1936 – 8 kwietnia 2015) – nominowany przez Jana Pawła II 26 listopada 1994

   (wróć do indeksu)

## U

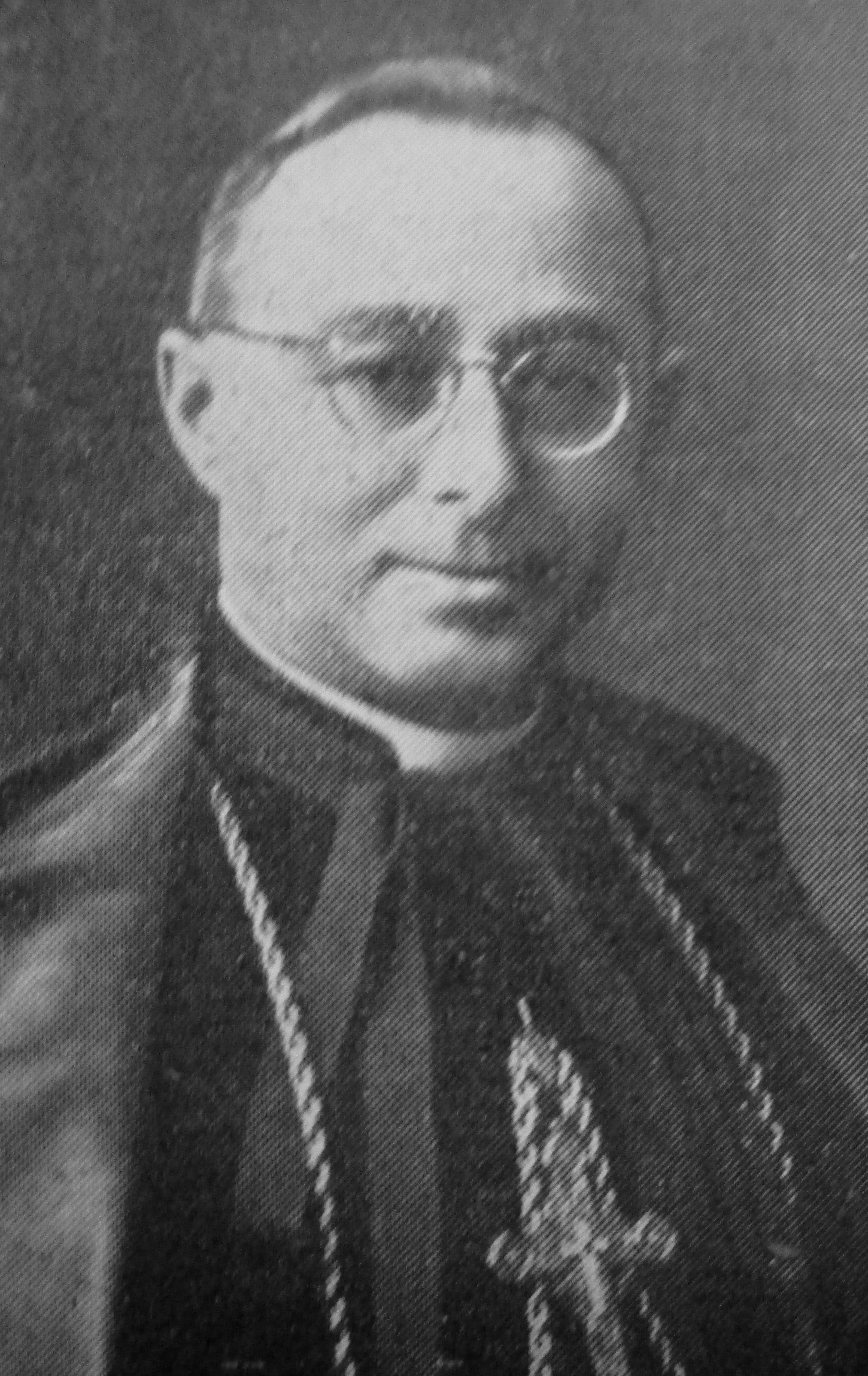
Jean-Marie-Rodrigue Villeneuve

(wróć do indeksu)

## V
- Vachon, Louis-Albert (4 lutego 1912 – 29 września 2006) – nominowany przez Jana Pawła II 25 maja 1985
- Villeneuve, Jean-Marie-Rodrigue (2 listopada 1883 – 17 stycznia 1947) – nominowany przez Piusa XI 13 marca 1933

   (wróć do indeksu)

## W
(wróć do indeksu)

## Z
(wróć do indeksu)